# Little Princess
Little Princess (Originaltitel: A Little Princess; Verweistitel: Die Traumprinzessin) ist ein US-amerikanisches Fantasy-Drama unter der Regie von Alfonso Cuarón aus dem Jahr 1995. Der Spielfilm basiert auf dem Roman Sara, die kleine Prinzessin (Originaltitel: A Little Princess) von Frances Hodgson Burnett.

## Handlung
Als ihr Vater an der Seite der britischen Armee gegen die Deutschen während des Ersten Weltkrieges kämpft, wird Sara Crewe von Indien in ein Internat nach New York geschickt. In diesem war auch schon ihre verstorbene Mutter. Das Mädchen wird schnell bekannt und von den anderen gemocht, weil sie ihnen fantasievolle Geschichten erzählt. Sara fängt an, mit der strengen Schulleiterin zu streiten, da diese behauptet, dass ihre Geschichten schlecht für die anderen Kinder seien. Doch dann bekommt Sara die Nachricht, dass ihr Vater im Krieg gefallen sei. Nun wird sie zur Hausgehilfin der unmenschlichen Schulleiterin, die auch ein Medaillon konfisziert, das Saras Vater ihr geschenkt hatte. Die anderen Mädchen wollen ihr helfen, das Medaillon zurück zu stehlen und bieten sich dafür als Gehilfen an. Sie werden angenommen und Sara erzählt ihnen wieder Geschichten. Einmal handelt es sich um eine Gruselgeschichte und die Mädchen fangen an zu schreien. Miss Minchin, die Leiterin, hört sie und bestraft sie durch Nahrungsentzug. Als die Schulleiterin ungerechtfertigt die Polizei ruft, sucht Sara beim Nachbarn im Haus nebenan Unterschlupf, der einen Soldaten mit einer durch einen Gasangriff verursachter Amnesie pflegt. Sara erkennt ihren Vater, der gerade noch rechtzeitig seine Erinnerung wiedererlangt, bevor die Polizei Sara abtransportieren kann.

## Sonstiges
Kameramann Emmanuel Lubezki wurde 1996 für den Oscar für die beste Kamera nominiert. Eine weitere Nominierung erhielten Bo Welch und Cheryl Carasik für das beste Szenenbild.
Der Film konnte in den USA 10 Millionen US-Dollar einspielen.